# Східна протока
Схі́дна прото́ка (рос. Восточный пролив) — протока в Східносибірському морі. Відділяє російські острови Лисова й Леонтьєва на північному заході та Чотирьохстовпового на південному сході з групи Ведмежих островів. Глибина 9-12 м.
| Росія | Це незавершена стаття з географії Росії. Ви можете допомогти проєкту, виправивши або дописавши її. |